# Aneta Nitsch-Osuch
Aneta Sylwia Nitsch-Osuch – polska lekarka, specjalista w zakresie pediatrii, epidemiologii i zdrowia publicznego, nauczyciel akademicki, naukowiec, profesor nauk medycznych i nauk o zdrowiu.

## Życiorys
Absolwentka Wydziału Lekarskiego we Wrocławiu (obecnie Uniwersytet Medyczny im. Piastów Śląskich we Wrocławiu), który ukończyła w 1994 roku. W latach 1995–1999 odbywała studia doktoranckie w Katedrze Pediatrii i Kardiologii Dziecięcej AM we Wrocławiu, które ukończyła uzyskując stopień doktora nauk medycznych (tytuł rozprawy doktorskiej: „Atypowe zapalenia płuc u dzieci z wrodzonymi wadami serca”, promotor: prof. Jan Pellar). Stopień doktora habilitowanego uzyskała w 2014 roku uchwałą Rady I Wydziału Lekarskiego Warszawskiego Uniwersytetu Medycznego (tytuł monografii habilitacyjnej: „Przydatność wykonywania szybkich testów diagnostycznych w kierunku grypy u dzieci w wieku 0–5 lat – ocena wiarygodności i implikacje kliniczne”).
Tytuł profesora nauk medycznych i nauk o zdrowiu nadany przez Prezydenta RP w 2020 roku.
Lekarz specjalista w zakresie pediatrii (tytuł specjalisty uzyskany w 2000 roku, pod kierunkiem prof. Jana Pellara), epidemiologii (tytuł specjalisty uzyskany w 2009 roku, pod kierunkiem prof. Wiesława Magdzika), zdrowia publicznego (tytuł specjalisty uzyskany w 2017, pod kierunkiem dra hab. Piotra Tyszko).
Pracę zawodową rozpoczynała jako lekarz pediatra, w kolejnych latach rozwijała swoje zainteresowania związane z epidemiologią (głównie chorób zakaźnych) oraz zdrowiem publicznym. Od 2005 roku badacz i nauczyciel akademicki w Warszawskim Uniwersytecie Medycznym, od 2016 roku kierownik Zakładu Medycyny Społecznej i Zdrowia Publicznego WUM. Od 2009 roku przewodnicza Zespołu ds. Zakażeń w Szpitalu Specjalistycznym im. Św. Rodziny w Warszawie.
Kierownik Zakładu Medycyny Społecznej i Zdrowia Publicznego Warszawskiego Uniwersytetu Medycznego (od 2016), prodziekan ds. programu i jakości kształcenia Wydziału Lekarskiego Warszawskiego Uniwersytetu Medycznego (kadencja 2020-2024). Członek Rady Sanitarno-Epidemiologicznej w kadencji 2017-2020 i 2020-2023. Konsultant województwa mazowieckiego w dziedzinie epidemiologii (od 2019 roku).
Członek Zarządu Głównego Polskiego Towarzystwa Medycyny Rodzinnej, przewodnicząca Oddziału Warszawskiego Polskiego Towarzystwa Medycyny Społecznej i Zdrowia Publicznego, członek Polskiego Towarzystwa Pediatrycznego, Polskiego Towarzystwa Wakcynologii, Polskiego Towarzystwa Higienicznego.

## Działalność naukowa
Badania w obszarze epidemiologii, diagnostyki, leczenia i profilaktyki chorób zakaźnych, głównie związane z epidemiologią, rozpoznawaniem, leczeniem grypy w Polsce, ze szczególnym uwzględnieniem populacji dzieci, opisujące m.in. koinfekcje wirusowe, trafność szybkich testów diagnostycznych, wpływ ich stosowania na decyzje kliniczne i terapeutyczne, przebieg kliniczny zakażeń wraz z powikłaniami.
Badania nad stanem zaszczepienia przeciw grypie wybranych populacji (dzieci, pacjenci przewlekle chorzy, pracownicy medyczni). Badania poświęcone problematyce promocji szczepień przeciw grypie w szczególnych grupach, w tym badania nad bezpieczeństwem, tolerancją i immunogennością szczepionek inaktywowanych przeciw grypie (w szczególnych grupach: u osób z otyłością oraz u zawodowych sportowców). Badania nad postrzeganiem i wykonawstwem szczepień ochronnych przeciw krztuścowi u dorosłych, ze szczególnym uwzględnieniem problematyki szczepień u kobiet ciężarnych i realizacji strategii kokonowej szczepień ochronnych, a także badania opisujące aktualną epidemiologię zachorowań na krztusiec w Polsce, w tym ogniska krztuśca. Badania nad epidemiologią zakażeń szpitalnych w postaci infekcji rotawirusowych oraz zakażeń wywołanych przez patogeny alarmowe, badania nad realizacją programu szpitalnej polityki antybiotykowej (zmiany struktury i zużycia całkowitego antybiotyków w zależności od specyfiki oddziałów, wpływ na wykonawstwo badań mikrobiologicznych oraz wzory antybiotykooporności, znaczenie realizacji szpitalnej polityki antybiotykowej dla ograniczania narastania problemu antybiotykooporności, z uwzględnieniem aspektów zdrowia publicznego). W obszarze zdrowia publicznego i promocji zdrowia badania oceniające aktualne postawy przedstawicieli różnych grup społecznych (m.in. pracowników medycznych) wobec szczepień ochronnych, ze szczególnym uwzględnieniem identyfikacji tzw. postaw wahających się. Badania nad chorobowością szpitalną ogólną (ze szczególnym uwzględnieniem chorób, którym można zapobiegać dzięki szczepieniom, jak i chorób niezakaźnych).
W 2023 została odznaczona Brązowym Krzyżem Zasługi.